# Die kleine Gruftschlampe

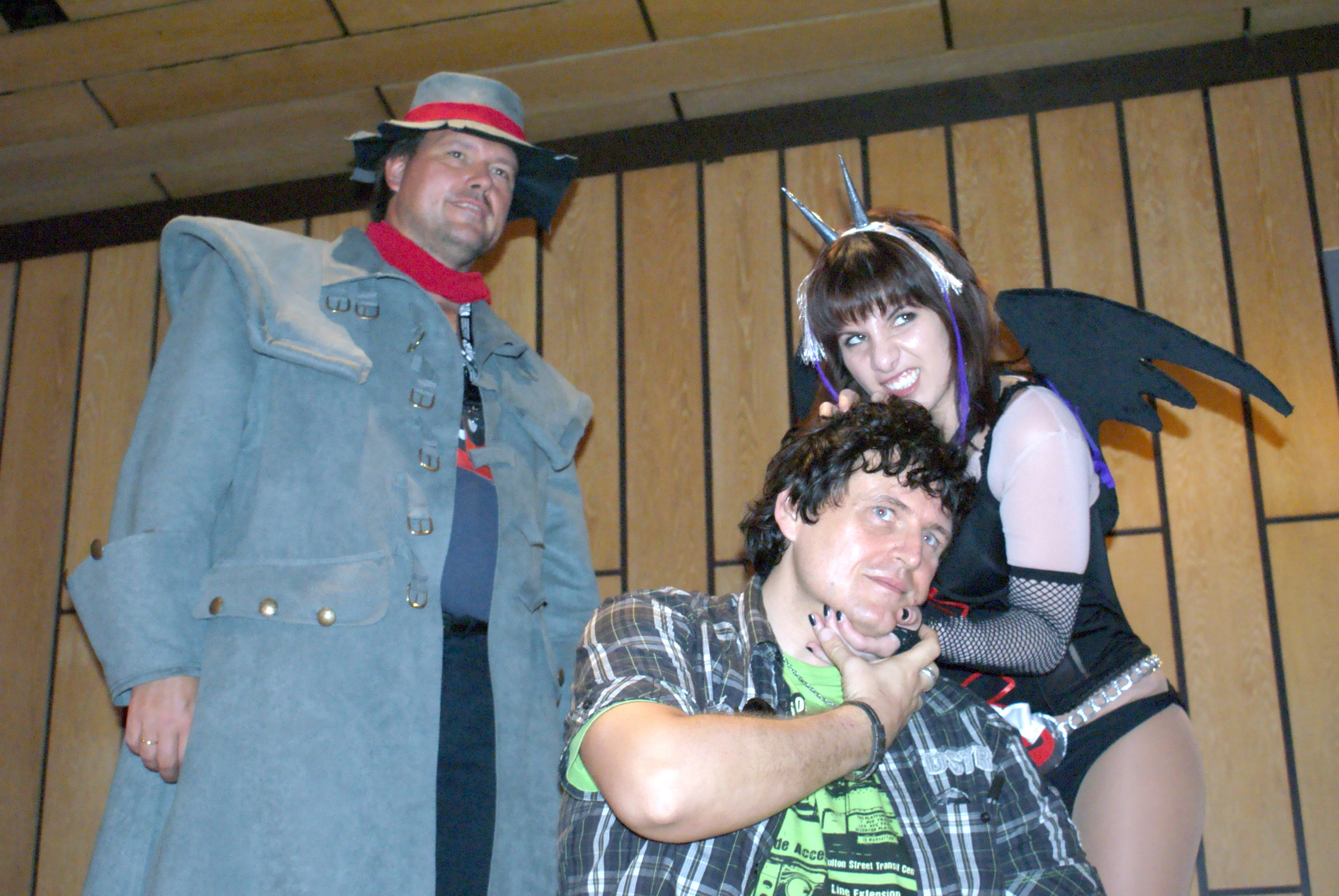
Tikwa (Mitte) zusammen mit zwei Cosplayern aus seiner Serie auf dem Comic-Salon Erlangen (2010)

Die kleine Gruftschlampe ist ein von Mathias „Tikwa“ Neumann gezeichneter Comic. Die Serie entstand 1998 ursprünglich als privater Comic für den Zeichner und seine Freunde. Das erste Album erschien 2001 bei Achterbahn. Zuvor wurden die Comicstrips u. a. in Spielemagazinen wie der PC Games (mit mehr als 2 Mio. Ausgaben pro Jahr), in Musikmagazinen wie Graeffnis oder Zillo aber auch in der Comicreihe Lobo (Dino-Verlag, 2000) veröffentlicht.

## Beschreibung
Der Comic entstand aus der Gothic-Szene des Rhein-Main-Gebietes, daher rührt der Kleidungsstil der Hauptfigur Vampiri und eine Gruft als Handlungsort. Deren Name leitet sich von dem ehemaligen Gothic-Treffpunkt „Die kleine Gruft“ in Kelkheim ab.
Die Strips bestehen meist aus kurzen Sequenzen von drei oder vier Bildern, einige füllen auch eine ganze Albumseite. Die Handlung erfährt oft im letzten Bild durch den Sprechtext oder Erweiterung der gezeichneten Szene eine komische oder bizarre Wendung. Spielorte sind die Unterwelt der kleinen Gruft oder die nächtliche Welt der Menschen.
Der Strip fand aufgrund seines Ursprungs besonders in der weiteren Gothic-Szene viele Anhänger. So kommt es immer wieder zu Veranstaltungen, die den gleichen Titel wie der Comic tragen. Aber auch die Charaktere werden immer wieder zu Cosplay-Rollen bei größeren Treffen herangezogen.
Die ersten Sammelbände des Comics wurden immer seltener und zogen preislich stark an. Ende 2013 wurden alle vier Bände in etwas kleinerem Format unter dem Titel „Vampiri Mörderherz“ neu aufgelegt. Ebenso erschien ein Roman unter diesem Namen.

## Figuren
Hauptfiguren des Comics sind die beiden weiblichen Figuren Vampiri und Engeli. Vampiri ist ein gehörnter Teufelsvampir, schwarz gekleidet in Lack, Leder und hochhackigen Stiefeln; sie verkörpert das Böse. Engeli, gekleidet in ein halbdurchsichtiges weißes Hemd, ist als Engel Gegenspielerin und Freundin wider Willen, aber keine wirkliche Verkörperung des Guten. Sie wurde angeblich wegen Unzüchtigkeit aus dem Himmel verbannt und trägt zur Strafe Schweinsöhrchen. Ein gefallener Engel darf nicht wieder zurück.
Weitere Figuren sind der vom Pech verfolgte Vampir Ludwig und seine drei Vampirratten; der einfältige Dämon Teufli und seine Freundin, die Kuh Annabelle sowie der erfolglose Vampirjäger Professor Abronsius mit seinem Gehilfen. Hinzu kommen im zweiten Band drei kleine schwarze Engel, die in Vampiris früherem Schicksal in der Menschenwelt eine Rolle spielen.

## Erschienene Bände
- Die kleine Gruftschlampe. Kiel 2001: Achterbahn.
- Die kleine Gruftschlampe 2: Engelmacher. Kiel 2003: Achterbahn.
- Die kleine Gruftschlampe 3: Mörderherz. Oldenburg 2007: Lappan (Achterbahn).
- Die kleine Gruftschlampe 4: Wiedergänger 2012.